# Cuore (alimento)

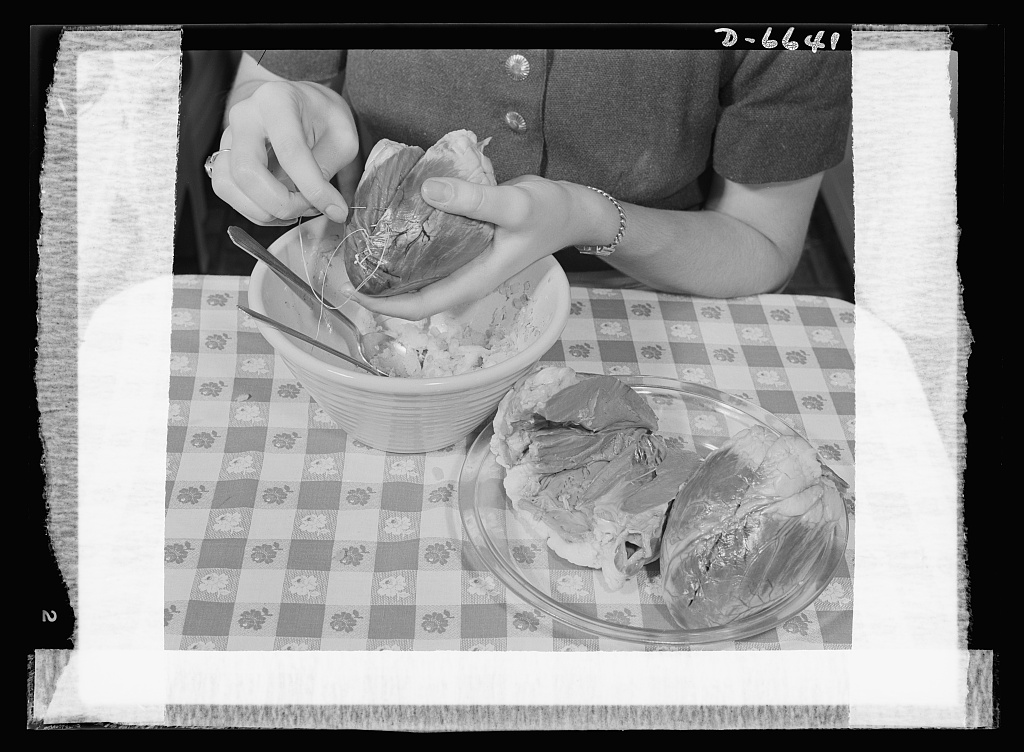
Preparazione di un cuore di vitello ripieno (1942, U.S.A.)

Il cuore è un alimento umano proveniente dalla macellazione degli animali. Viene compreso tra le frattaglie o interiora.

## Utilizzo

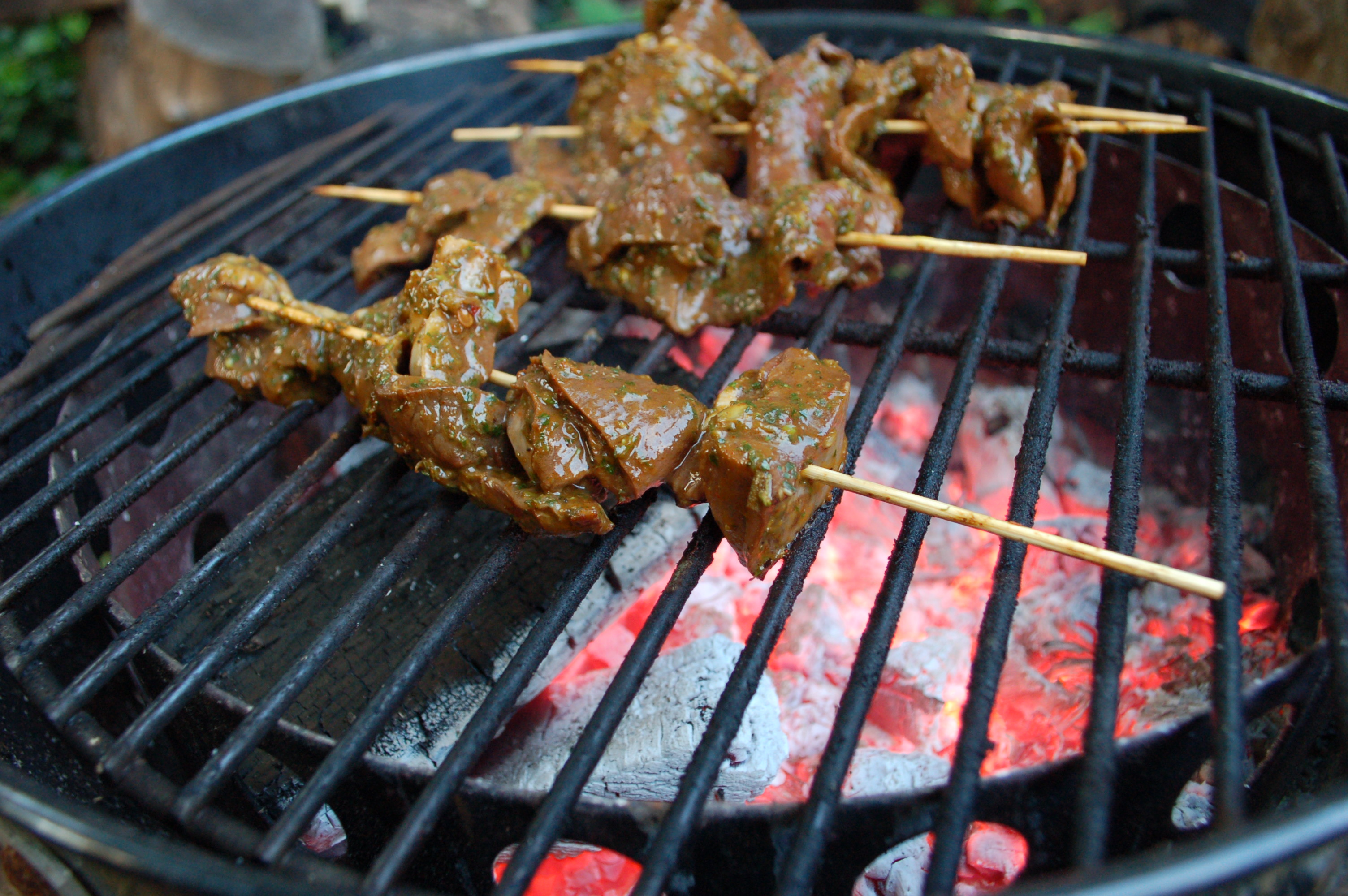
Cuori di vitello marinati alla brace (Perù)

Il cuore di vari animali entra nella cucina tradizionale di varie regioni italiane, come il cuore di vitello al forno con il limone tipico della cucina romana, o quello alla bergamasca, cotto con un condimento a base di aglio detto gremolada, oppure ancora la Prustinenga, ricetta tipica dei Valdesi del Piemonte che unisce al fegato di maiale altri tagli e frattaglie suine. 
Una preparazione a base di cuore (in questo caso bovino) piuttosto nota sono gli anticuchos, spiedini cucinati in Perù cucinati alla brace e venduti come cibo di strada.
I cuoricini di pollo, sia per la buona appetibilità sia per il costo relativamente modesto, vengono spesso usati assieme ad altre interiora come cibo per animali domestici, n particolare i gatti.

### Cannibalismo
La pratica di nutrirsi del cuore dei nemici sconfitti è stata diffusa in varie culture umane, a volte con la convinzione che questo potesse trasferire il coraggio della persona uccisa nel vincitore. In genere questo tipo di comportamento viene oggi considerato di tipo criminale, sia quando viene attuato nel corso di eventi bellici
sia nel caso di criminali come i serial killer.

## Valori nutrizionali

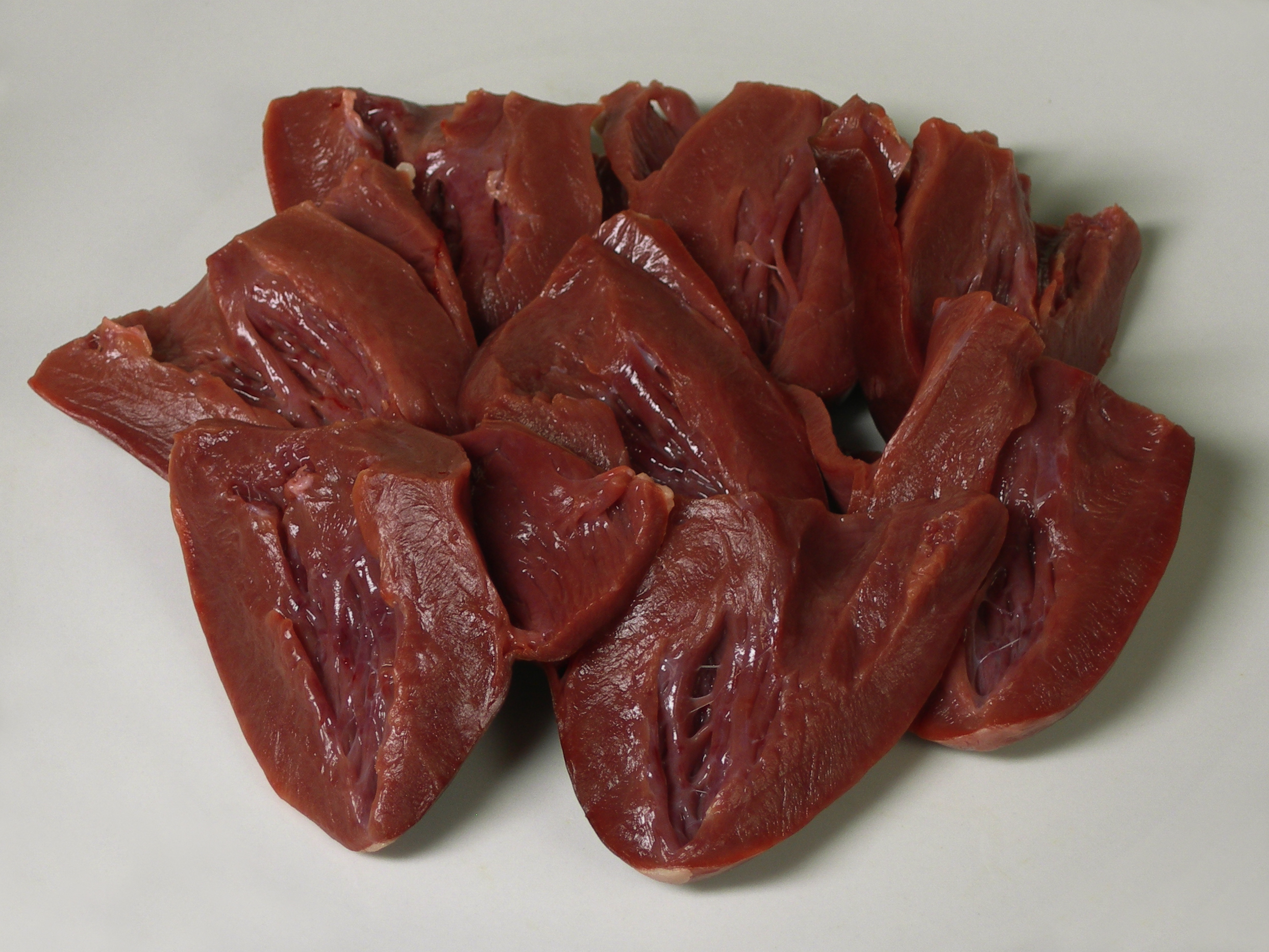
Cuori di tacchino pronti per la cottura

La tabella che segue riporta la composizione e il valore energetico del cuore di alcuni animali di allevamento (per 100g di parte edibile):
| Specie | Acqua(g) | Proteine(g) | Lipidi (g) | Glucidi disponibili (g) | Energia (Kcal) |
| Bovino | 75,5     | 16,8        | 6,0        | 0,5                     | 123            |
| Ovino  | 75,0     | 16,9        | 7,2        | 0,4                     | 134            |
| Equino | 73,0     | 18,7        | 7,7        | 0,6                     | 146            |
| Suino  | 72,0     | 18,3        | 9,7        | 0,4                     | 159            |

La percentuale di colesterolo, per tutti gli animali, è di 150 mg e oltre ogni 100 grammi di parte edibile. 
La presenza di tessuti ricchi di fibre connettivali lo rende di difficile digestione, quindi sconsigliato ai soggetti nella prima infanzia. Inoltre l'elevata percentuale di nucleoproteine, che nel processo digestivo producono purine e acido urico, lo rendono del tutto sconsigliabile a chi soffre di uricemia o di gotta. Sconsigliabile anche agli ipercolesterolemici e iperlipemici, a causa della non indifferente percentuale di colesterolo.